# Hasse Wallin (ishockeyspelare)
Hasse Wallin, folkbokförd som Hans Lennart Vallin, född 20 september 1954 i Karlskoga församling i Örebro län, död 2 september 2024 i Sofia distrikt i Jönköping, var en svensk ishockeyspelare.
Hasse Wallins moderklubb var Djurgårdens IF där han spelade 1974–1976. Han värvades till HV71 i Jönköping 1976, där han var forward, gjorde 264 mål och var högst bidragande till lagets båda elitserieavancemang under denna tid. Han var lagkapten där 1981–1983. Hasse Wallin var en bärande spelare i HV71 under tolv säsonger och var vid sin död i september 2024 med sina 553 poäng HV71:s näst meste poängplockare genom tiderna efter Johan Davidsson.